# 奇额墨头鱼
奇额墨头鱼（学名：Garra mirofrontis）为輻鰭魚綱鯉形目鲤科墨头鱼属的鱼类。在中国，分布于云南省西双版纳的勐仑、属澜沧江水系等。该物种的模式产地在云南省西双版纳的勐仑、属澜沧江水系。體長可達8.2公分。

## 扩展阅读
維基物種上的相關：奇额墨头鱼